# Páralo e Xantipo
Páralo e Xantipo foram dois filhos de Péricles, que morreram com sete dias de diferença, quando Péricles ainda era vivo.
Péricles era filho de Xantipo e Agariste; era costume ateniense dar aos netos os nomes dos avôs.[carece de fontes?]
A mãe de Páralo e Xantipo, cujo nome é desconhecido, era parente de Péricles, e também foi casada com Hipônico, com quem teve o filho Cálias III e, possivelmente, Hiparete, esposa de Alcibíades. Péricles, para ficar com Aspásia, se separou da mãe de Páralo e Xantipo, pois o casamento entre eles não era agradável, e, por consentimento dela, casou-a com um terceiro homem.
Xantipo, o filho mais velho, se casou com uma mulher jovem e extravagante, filha de Tisandro, filho de Epilycus. Ele não gostava da retidão do seu pai, e do pouco que recebia; assim, ele pediu dinheiro emprestado a um amigo do pai, dizendo que Péricles que estava pedindo; mas quando o amigo foi pedir o dinheiro de volta a Péricles, este não pagou, e ainda o processou. Xantipo, então, passou a falar mal do seu pai, e fazendo as pessoas rirem do que Péricles fazia; a má relação entre Xantipo e seu pai durou até a morte de Xantipo, durante a Peste de Atenas.
Péricles perdeu a irmã e a maioria dos amigos durante a peste, mas não mostrou sinais de pesar até que Páralo, seu último filho legítimo, morreu.
Péricles conseguiu abolir a lei que ele próprio havia passado, que limitava a cidadania ateniense a quem fosse filho de pai e mãe atenienses, de forma que seu filho ilegítimo pode se tornar cidadão. Péricles morreu logo depois da peste.
Árvore genealógica baseada no texto: